# أولوف اولسون
أولوف اولسون (بالإنجليزية: Olof Olsson)‏ هو رجل دين ‏ وبروفيسور أمريكي، ولد في 31 مارس 1841، وتوفي في 1900.